# Louis Foucault
Louis Foucault, comte du Daugnon (* um 1616; † 10. Oktober 1659 in Paris, etwa 43 Jahre alt) war ein französischer Adliger und Militär. Er war Vizeadmiral und Marschall von Frankreich, erst unter dem Namen Comte du Daugnon und später als Maréchal de Foucault.

## Leben
Louis Foucault war der Sohn von Gabriel Foucault († wohl 1633), Seigneur de Saint-Germain-Beaupré etc., Gouverneur und Lieutenant-général de Marche, Gouverneur de la Ville et du Château d’Argenton, und Jeanne Poussard.
Er wurde als Page im Gefolge des Kardinals Richelieu erzogen. Später schloss er sich Jean Armand de Maillé-Brézé, Duc de Fronsac, an, der ihm das Amt eines Vizeadmirals von Frankreich verschaffte. Unter dessen Oberkommando kämpfte er am 22. Juli 1640 in der Seeschlacht bei Cadiz, in der zwei spanische Schiffe verbrannten und die übrigen anschließend in der Dunkelheit den Hafen erreichten. 1641 diente er in der Flotte, die dem König von Portugal zu Hilfe kam. 1642 gehörte er zu der französischen Flotte, die die spanische am 30. Juni in Sichtweite von Barcelona und am 1. Juli an der katalanischen Küste mit Kanonen beschoss.
Am 12. Juni 1643 wurde der Comte du Daugnon zum Lieutenant-général im Gouvernement von Brouage, Oléron und benachbarter Inseln ernannt. 1644 diente er wieder in der Marine bei der Blockade von Tarragona, das der Marschall du Plessis-Praslin von der Landseite her abriegelte, bis er die Belagerung aufhob, um gegen die spanische Armee zu marschieren. Am 2. Juni 1644 wurde der Comte du Daugnon nach der Demission des Comte de Jonzac zum Lieutenant-général des Aunis und von La Rochelle ernannt. 1645 diente er im Geschwader, das Roses blockierte, bis die Stadt am 26. Mai kapitulierte. Am 9. Mai 1646 wurde er zum Maréchal de camp ernannt, am 14. Juni kämpfte er in der Schlacht bei Orbetello auf den Schiffen, die vor der toskanischen Küste die Spanier in die Flucht schlugen, und in der der Duc de Fronsac fiel. Der Comte du Daugnon zog sich daraufhin nach Toulon zurück, mit dem Ziel, für sich die Herrschaft über Brouage, die Île de Ré, die Île d’Oléron und die Türme von La Rochelle zu sichern, die er unter Fronsac bereits kommandiert hatte. Ihm gelang sein Vorhaben, sein Rückzug führte allerdings dazu, dass die Belagerung von Orbetello im Juli aufgehoben werden musste.
Während der Debatte, die zwischen der Königin und dem Prinzen von Condé über die Aufteilung der Nachfolge des Herzogs von Maillé entstand, blieb Le Daugnon zwischen den beiden wohlentschlossenen Parteien neutral, obwohl es ihm gelang, den Platz auf eigene Rechnung zu halten, und tatsächlich regierte er die ganze Region, indem er ihre Mauern reparierte, Soldaten und Schiffe ausrüstete und von Nantes bis Bordeaux respektiert wurde. Um die Kosten dieser Rüstungen zu decken, verkaufte er das Produkt der reichen Salinen von Brouage...
Mit Auftrag vom 6. Juni 1648 stellte er ein Infanterieregiment auf, das den Namen Régiment de Brouage annahm, wo er Garnison nehmen sollte. 1649 zwang er den Korsaren Nicolas Gargot de La Rochette, ihn als Teilhaber in seine Unternehmen aufzunehmen, und ließ ihn und dessen Bruder Jean einen Vertrag unterzeichnen, durch den er ein Drittel der Beute erhielt gegen eine Summe von 5000 Livres für die Bewaffnung, die mehr als 33.000 Livers wert war.
Als er sich dann aber in der Fronde auf die Seite des Prince de Condé stellte, wurde er im November 1651 abgesetzt. Er löste sein Regiment auf und unterwarf sich 1653 dem König, der ihm im Gegenzug am 20. März 1653 das Amt des Lieutenant-général des Aunis bestätigte und ihm am gleichen Tag zum Marschall von Frankreich ernannte (den zugehörigen Eid legte er am 19. April 1653 ab). Im Juni trat er schließlich als Lieutenant-général des Aunis zurück und quittierte auch den königlichen Dienst.
Louis Foucault, comte du Daugnon, starb am 10. Oktober 1659 in Paris im Alter von etwa 43 Jahren. Er wurde in der dortigen Kirche des Couvent de l’Ave-Maria bestattet.

## Ehe und Familie
Er heiratete 1649 Marie Fourré de Dampierre († 25. April 1696, 66 Jahre alt), Tochter von Charles Fourré, Seigneur de Dampierre, und Marie de La Lande. Ihre Kinder sind:
- 3 Söhne († klein)
- Louise Marie Foucault († 4. Juli 1709); ⚭ Michel de Castelnau, Marquis de Castelnau, Baron de Joinville, Gouverneur von Brest († 2. Dezember 1671 in Utrecht, 27 Jahre alt), Sohn von Jacques de Castelnau, Marquis de Castelnau, Marschall von Frankreich, und Marie de Girard de l’Espinay.
- Constance Foucault; ⚭ Isaac Renaud de Pons, Marquis de la Caze, Comte de Roquefort, Baron de Tors